# ウォーカー川 (ネバダ州)
ウォーカー川（ウォーカーがわ、Walker River）は、アメリカ合衆国ネバダ州西部を流れる全長約80キロメートルの川である。主にカリフォルニア州のシエラネバダ山脈の雪解け水で形成され、一部はリノ南東のグレートベースンで乾燥し、最終的にウォーカー湖に流れ込む。この川はネバダ州では貴重な水源であり、流れる水の大半はウォーカー湖へ達する前に灌漑などに用いられるが、そのためウォーカー川の水量は、近年減少傾向にある。川の名前は、探検家のジョセフ・ウォーカーに由来する。

## 流路
ウォーカー川は、ネバダ州南部の群ライアン郡の郡庁所在地、ヤーリントン (ネバダ州)の南14キロメートルでイーストウォーカー川とウエストウォーカー川が合流してできる。
ウェストウォーカー川はカリフォルニア州モノ郡のタワー湖を水源とし、海上2933メートルに位置するスタニスロース国立森林公園の中を流れる。その後、険しい峡谷を通ってアンテロープ・バレーの流れ出た後、貯水池であるトパーズ湖に転換され、その水は北西のダグラス郡なで利用される。そしてネバダ州のスミス・バレーのホーエル・キャニオンなどを通り、最終的にはメイソン・バレーのウィルソン・キャニオンでイーストウォーカー川と合流する。
また、イーストウォーカー川はモノ郡のブリッジポート・バレーを水源とし、フーバー・ウィルダネスに源を発する水が流れ込む。そしてブリッジポート・レザボアーを通過した後、ライアン郡の北東部を流れ、トワヤブ国立森林公園の東端に沿って北に流れたところでウェストウォーカー川と合流する。
合流後、ウォーカー川は最初、メイソン・バレーの北を通過してヤーリントンを抜け、ライアン郡の中心部に流れる。そしてワサック・レンジの北端の辺りで大きく南東に曲がり、ウォーカー川インディアン居留地のウェバー貯水池を形成する。そしてシュルツにて、水の大部分が灌漑などに利用された後、ウォーカー湖に流れ込む。
ウォーカー川は平均で毎秒約461立方フィート（毎秒約13.1立方メートル、13.1m3/s）の水をウォーカー湖へ放出しており、これは雨季と乾季で差がある。近年ウォーカー川の水量は、大規模な灌漑への流用によって、毎秒約104立方フィート（毎秒約2.9立方メートル、2.9m3/s）ずつ減少している。その結果、ウォーカー湖の水位は、1882年から2010年までの間に約49メートルも減少している。この間、ウォーカー湖の水量は当初の80%、水位に至っては50%にまで減少している。

## 流域
イーストウォーカー川・ウェストウォカー川を含めたウォーカー川全体の総流域面積は約7980平方キロメートルであり、これはウォーカー湖まで含めた面積(約10140平方キロメートル)の約80%である。また、アメリカ地質調査所による調査によれば、以下のようになっている。
- イーストウォーカー川 - 992平方マイル（2570平方キロメートル）
- ウェストウォーカー川 - 1080平方マイル（2800平方キロメートル）
- ウォーカー川 - 1010平方マイル（2600平方キロメートル）
- ウォーカー湖 - 835平方マイル（2160平方キロメートル）

ウォーカー川の水は、3700メートル高いシエラ・クエストから供給される。ウォーカー川流域の南の境界線は、ヨセミテ国立公園の北の境界線を形成している。スウィートウォーター山脈はイーストウォーカー川とウェストウォーカー川の間に位置し、パインナット山脈は西ウォーカーの北西に位置する。また、デザート山脈はウォーカー川流域の北端を形成し、ワサック・レンジはウォーカー湖の東とウォカー川の間に位置する。ウォーカー川はウォーカー湖に到達するために、北に大きく迂回する。
ウォーカー川の灌漑面積は計53444ヘクタールであり、これはネバダ州が62%、カリフォルニア州が38%である。またその内、灌漑地域の割合は以下の通りである。
- メイソン・バレー（英語版） - 44%
- ブリッジポート・バレー（英語版） - 23%
- アンテロープ・バレー - 15%
- スミス・バレー（英語版） - 15%
- ウォーカー川インディアン居留地（英語版） - 2%

ウォカー川の水は、1939年から1993年までの間に平均で一年あたり318000000立方メートルも消費されており、残ったわずか94000000立方メートルばかりの水がウォーカー湖に流れている。

## 地質
ウォーカー川はかつては現在と流路が変わっており、かつてはエイドリアン・バレーの北西を通り、現在の非法人地域ワブスカを経由してカーソン川へ流れていた事が示されている。このような事例は20世紀初頭にもいくつか観測されており、この現象の後はウォーカー湖への流水がなくなり、結果ウォーカー湖が枯渇している。ウォーカー湖周辺の土砂は、今から約13000年前までに少なくとも2界は土砂崩れが起こり、それが原因で深刻な干ばつが起こった可能性があることを示している。

## 歴史
人間がウォーカー川流域に生活し始めたのは、早くても11000年前だと考えられている。ヨーロッパ人が到着する前は、この川はパイユート族の領域であった。
ウォーカー川に辿り着いた最初のヨーロッパ人は、ハドソン湾会社の猟師であったピーター・オグデンだとされており、彼は1828年から1829年の間に、記録は無いもののハンボルト・シンクの南でビーバー狩りをしていたところでハンボルト川も発見したとされている。
1833年、探検家のジョセフ・ウォーカーは、ハンボルト川、ハンボルト・シンク、カーソン・シンクを経由し、シエラネバダ山脈を超えてグレートソルト湖へ至るルートを探索するため、陸軍将校のベンジャミン・ボンネヴィルによって送られた探検隊を隊長として先導し、その際マーセド川の上流でありサンワーキン川の下流でもある地点の近くで二つの川を発見した。この探検に同行したジョン・C・フレモントは、近くにあった湖をウォーカー湖と名付け、その後アメリカ地名委員会が川の一つをウォーカー湖と正式に命名した
1997年1月の冬は、非常に積雪量が多く気温も暖かかったため、ウェストウォーカー川は例年にないほど水量が増加した。そのため、国道395号線の川と接している範囲が流失するという事故が起こった。

## 環境
アメリカビーバーは過去に一度、ウォーカー川のメイソン・バレー周辺に生息していたことが、1906年のジェームズ・マッカーシーによるリノ・ガゼット・ジャーナルの記事によって示されている。その記事では、「キット・カーソンの到来以来、ネバダ州はハンター達の拠点となった。ビーバー達は肉や毛皮のために乱獲され、今ではアメリカアカシカでさえ見ることはできない…。」と書かれている。しかし現在では人工繁殖などの保護政策により、現在では再びビーバーがウォーカー川流域に生息するようになっている。
ウォーカー川とウォーカー湖には、以前にはOncorhynchus clarkii henshawi（サケ属の一種Common NameはLahontan cutthroat trout）などの魚が生息していた。しかし、水位の低下による塩分濃度の上昇や漁業活動などにより、そのほとんどが死滅した。O. clarkii henshawi がウォーカー湖で最後に確認されたのは2009年のことである。残ったO. clarkii henshawi は、イーストウォーカー川に生息している。
また、ウォーカー川下流の水辺とその周辺の三角州などは、渡り鳥にとって重要な生息地となっている。

## 支流
- イーストウォーカー川
- ウェストウォーカー川